# زبابة مسطحة الرأس
زبابة مسطحة الرأس (الاسم العلمي: Sorex roboratus) (بالإنجليزية: Flat-skulled Shrew)‏ هو نوع من الحيوانات يتبع جنس الزبابة من الفصيلة الزبابات.